# Rodrigo Tello
Rodrigo Tello, född 14 oktober, 1979 i Santiago, är en chilensk fotbollsspelare som spelar för den turkiska klubben Şanlıurfaspor. Han är naturligt vänsterfotad och spelar främst som vänster yttermittfältare, men han kan också spela som vänsterback om så behövs.

## Karriär

### Universidad de Chile
Tello började sin fotbollskarriär i Universidad de Chiles ungdomssektion och år 1999 debuterade han för A-laget. Efter framgångarna med det chilenska laget (bland annat ligatiteln 2000) väckte Tello intresse hos Sporting Lissabon. Rykten säger att prislappen på den vänsterfotade mittfältaren uppgick till 7 miljoner euro.

### Sporting
Tello har varit en del av den portugisiska klubben sedan 2001 och under den tiden har han spelat totalt 88 matcher och gjort 5 mål.

### Besiktas
Efter framgångarna i Sporting Lissabon (bl.a. Ligasegern 2006) köptes Tello av den turkiska klubben Besiktas.

## Landslaget
2000 gjorde Rodrigo Tello sin landslagsdebut för Chile. Förutom vänskapsmatcher medverkade han också i de Olympiska sommarspelen 2000 i Sydney, där laget kom trea.